# ZyCoV-D
ZyCoV-D és una vacuna contra la COVID-19 basada en plasmidi d'ADN desenvolupada per la companyia farmacèutica índia Cadila Healthcare, amb el suport del Biotechnology Industry Research Assistance Council. Està aprovada per a ús d’emergència a l'Índia.

## Autoritzacions
Autorització plena
     Autorització d'emergència
Emergència (1)
1. Índia[1]

## Emmagatzematge
A 2-8 °C.

## Administració
En 3 dosis, separades per 4 setmanes.